# Klistermøl
Klistermøl (Endrosis sarcitrella) er en 1-1.5 cm stor natsværmer med hvidt hoved og hvide "skuldre". Den optræder ofte i huse i maj – september. Larven lever på fugtige organiske stoffer, men er uskadelig i beboelsesrum.